# GWR Pyracmon Class
GWR Pyracmon Class — тип товарных паровозов с осевой формулой 0-3-0, построенный для широкой колеи Большой западной железной дороги по проекту Дэниела Гуча в ноябре 1847—апреле 1848 года. Эти паровозы были списаны в августе 1871—декабре 1873 года.
Пирагмон был дальнейшим развитием Премьера и первым типом паровозов, полностью спроектированным и изготовленным на Суиндонском заводе. От Премьеров с куполообразной хэйкокской топкой они отличались применением более прочной сводчатой топки Гуча с кожухом, приподнятым над барабаном котла.
В мае 1849 года в дополнение к шести паровозам был построен седьмой «Бахус», собранный на основе старого котла из запчастей Премьера. Он был списан в 1869 году.
Около 1865 года при переклассификации «Бахус» отнесли к Fury Class, а остальные «Премьеры» к Caesar Class.
| Имя       | Построен  | Списан    | Примечания |
| --------- | --------- | --------- | --- |
| Аллигатор | 1848      | 1873      | |
| Бахус     | 1848      | 1873      | Построен из котла «Урагана» — одного из первых и неудачных локомотивов дороги. Имя унаследовано от другого раннего и неудачного паровоза дороги, выпущенного заводом Тайлёра в 1837 году. |
| Бегемот   | 1848      | 1873      | Продан строителям Севернского туннеля. |
| Калибан   | фев. 1848 | апр. 1873 | Назван по персонажу «Бури» Шекспира. |
| Мамонт    | 1848      | 1873      | |
| Пирагмон  | 1847      | 1872      | Назван в честь одного из циклопов. |
| Стероп    | 1848      | 1871      | Назван в честь одного из циклопов. |